# Michael Anthony (acteur)
Michael Anthony, geboren als Michael Gould jr. (Akron), is een Amerikaans acteur. Hij speelde in films en series zoals Dating Hell, Chicago Med en The Walking Dead: Dead City.

## Filmografie

### Film
- 2018: Trunk, als Mr. Bleep
- 2019: Cold Feet at Christmas, als bruiloftsgast
- 2019: Dear Santa, I Need a Date, als Fred
- 2020: False Advertisement, als Mike
- 2020: She Had to Ask, als Graham
- 2021: Lust: A Seven Deadly Sins Story, als Magic
- 2021: Big 50  – The Delronda Hood Story, als Ricky
- 2021: Dating Hell, als Josh
- 2022: MAMILs, als Gerald
- 2022: Secret Headquarters, als Wisconsin
- 2022: End of the Road, als Jake
- 2022: The Sound of Christmas, als Rio
- 2022: Strange Love, als Chip

### Televisie
- 2010: Buffy the Vampire Slayer Season Eight, als Robin Wood (stemrol)
- 2019: Greenleaf, als gevangenisbewaker
- 2019: Bluff City Law, als bewaker
- 2019: Black Lightning, als 'Stone Killer'
- 2019: Tell Me a Story, als Malcolm
- 2020: The Outsider, als gevangene
- 2020: Dynasty, als Duane
- 2020: MacGyver, als man in pak
- 2020: American Soul, als Carl
- 2020: Chicago Med, als officier Simmons
- 2020: Kings of Jo'burg, als Magic
- 2021: Covenant, als Malcolm Fuller
- 2021-2022: The Game, als DeMarco Brown
- 2022: Raising Dion, als Gary Stafford
- 2022: Power Book IV: Force, als Tank
- 2022: Saints & Sinners, als Ray Ray
- 2023: Tomorrow's Monsters, als legerarts
- 2023: The Walking Dead: Dead City, als Luther